# Bahnhof Remscheid-Lennep
Der Bahnhof Remscheid-Lennep ist nach dem Remscheider Hauptbahnhof der wichtigste Bahnhof im Remscheider Stadtgebiet. Der Bahnhof liegt westlich der Lenneper Altstadt.

## Geschichte
Die damals noch unabhängige Stadt Lennep erhielt 1868 erstmals Anschluss an eine Bahnverbindung. Für eine Anbindung des industrie- und gewerbereichen Landkreises Lennep (Eisen- und Stahlwaren, Tuche usw.) nach Köln setzte sich bereits 1844 ein Komitee mit Persönlichkeiten aus Barmen und dem Kreis Lennep ein. War zunächst eine Linie Barmen–Lennep–Köln durch das Dhünntal geplant, ersuchte die Handelskammer in Lennep im Juni 1858 beim Minister für Handel, Gewerbe und öffentliche Arbeiten in Berlin um eine Zweigbahn von Rittershausen über Lennep nach Remscheid, die dann auch genehmigt und 1868 in Betrieb genommen wurde. Der Wunsch nach einer Fortsetzung Richtung Köln bestand jedoch weiter. Anstatt durch das Dhünnthal verlief diese ab 1876 bis Wermelskirchen und erreichte im Oktober 1881 über Burscheid Opladen.:6–20

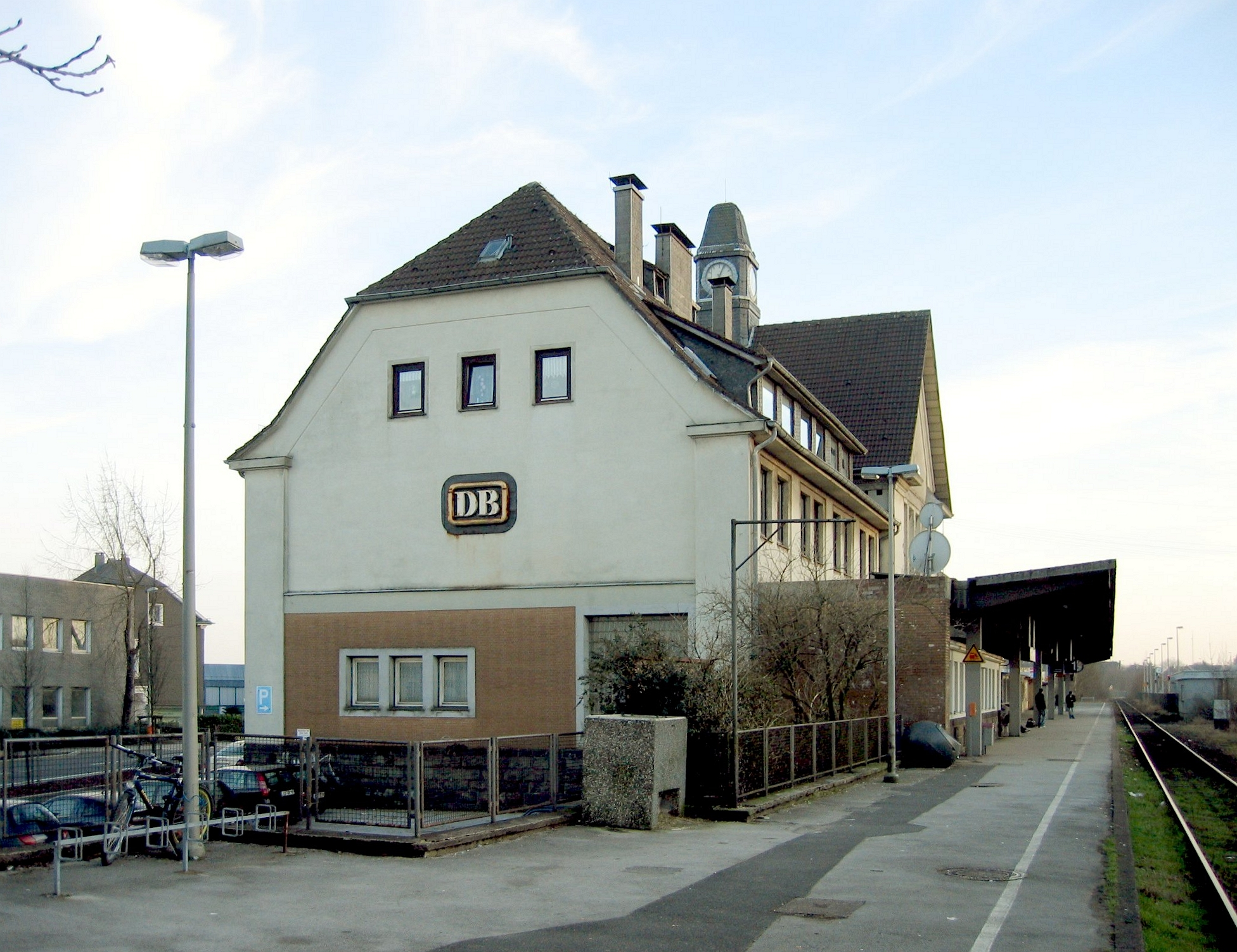
Das Bahnhofsgebäude vor dem Bahnhofsumbau

Lennep besaß bald mit den Bahnstrecken Wuppertal-Oberbarmen–Opladen, Remscheid-Lennep–Remscheid-Hasten, der Wuppertalbahn sowie indirekt der Wippertalbahn mehr Eisenbahnstrecken als seine Nachbarstädte und entwickelte sich deswegen schnell zu einem Knotenpunkt im Schienenverkehr des Bergischen Landes. Am Bahnhof bestand auch aus diesem Grund von 1893 bis 1960 ein eigenes Betriebswerk.
1929 wurde die Stadt Lennep nach Remscheid eingemeindet. Der Bahnhof wurde jedoch erst am 18. Mai 1952 von Bahnhof Lennep in Bahnhof Remscheid-Lennep umbenannt:36f und war immer noch wichtiger als der Remscheider Hauptbahnhof. Dies änderte sich allerdings mit den Stilllegungen der Wuppertalbahn im Jahr 1956 und der Wippertalbahn 1986. 1995 folgte schließlich auch die Aufgabe des Güterverkehrs zwischen Remscheid-Lennep und Wipperfürth.

## Umbau
Von Anfang 2009 bis Juni 2010 wurde der Bahnhof umgebaut. Dabei entstanden zwei Außenbahnsteige, die durch eine Unterführung verbunden sind. Zudem wurde das alte Bahnhofsgebäude teils restauriert, und nicht mehr benötigte Gleise wurden zurückgebaut.
Im Herbst 2014 wurde das alte Bahnhofsgebäude an einen privaten Investor verkauft. Bis Oktober 2015 entstand dort eine große Praxis für Physiotherapien.

## Verkehr
Seit 1986 bediente nur die Regionalbahn RB 47 (Der Müngstener) den Remscheider Stadtbezirk Lennep. Zum 15. Dezember 2013 wurde diese Regionalbahn in die S-Bahn-Linie S 7 umgewandelt, in das Netz der S-Bahn Rhein-Ruhr eingebunden und wird zurzeit von Vias Rail betrieben. Im Berufsverkehr wird die Richtung Solingen zusätzlich von einer Bahn mehr verstärkt, die jedoch nicht in Remscheid-Güldenwerth und Solingen-Schaberg hält.
Seit seiner Einweihung am 22. April 2012 beginnt direkt am Bahnhof Lennep ein kombinierter Fuß- und Radweg auf der ehemaligen Bahnstrecke nach Opladen. Von diesem zweigt in Bergisch Born ebenfalls ein Fuß- und Radweg auf der früheren Bahnstrecke nach Marienheide ab. Seit dem 1. Juli 2017 besteht kurz hinter Born Anschluss zum Bergischen FahrradBus in Richtung Opladen oder nach Marienheide.
Seit dem Fahrplanwechsel am 11. Dezember 2022 bedient mit der Regional-Express-Linie RE 47 (Düssel-Wupper-Express) eine weitere Linie den Bahnhof. Sie verbindet im Stundentakt Remscheid-Lennep mit der Landeshauptstadt Düsseldorf. Betreiber ist die in Mettmann beheimatete Regiobahn.

### Bahnverkehr
| Linie | Verlauf | Takt                                               |
| ----- | --- | -------------------------------------------------- |
| S 7   | Der Müngstener: Wuppertal Hbf – W-Unterbarmen – W-Barmen – W-Oberbarmen – W-Ronsdorf – RS-Lüttringhausen – RS-Lennep – Remscheid Hbf – RS-Güldenwerth – SG-Schaberg – Solingen Mitte – SG-Grünewald – Solingen Hbf Stand: Fahrplanwechsel Dezember 2023 | 20 min (wochentags) 30 min (Wochenenden/Feiertage) |
| RE 47 | Düssel-Wupper-Express: Düsseldorf Hbf – Düsseldorf-Eller Mitte – Hilden – Solingen Hbf – Solingen-Grünewald – Solingen Mitte – Remscheid-Güldenwerth – Remscheid Hbf – Remscheid-Lennep Stand: April 2024                                               | 60 min                                             |

### Busverkehr
Seit November 2016 ist Remscheid zum ersten Mal in das Fernbusnetz eingebunden. Dadurch besteht von Lennep aus eine Reisemöglichkeit nach Berlin. Die Fernbusse bedienen den Bahnhof ein bis zwei Mal am Tag und halten am Bussteig D. Zusätzlich fahren die Stadtwerke Remscheid in Zusammenarbeit weiterer Verkehrsunternehmen den Bahnhof Remscheid-Lennep an. Der Stadtbezirk Lennep hat ein beinahe von Remscheid unabhängiges Busnetz, was diesen zu einer der wichtigsten Verkehrsknotenpunkte der Stadt und des Bergischen Landes macht.

#### Fernbusse
| Linie | Verlauf | Betreiber | Bussteig |
| ----- | --- | --------- | -------- |
| 038   | Bonn UN Campus Bf (Museumsmeile) – Köln / Bonn Flughafen (Köln Süd) – Leverkusen Mitte Bf (Köln Nord) – Remscheid-Lennep Bf – Wuppertal-Oberbarmen Bf – Braunschweig Heinrich-Büssing-Ring – Berlin ZOB                                                                  | Flixbus   | D        |
| N38   | Bonn UN Campus Bf (Museumsmeile) – Köln / Bonn Flughafen (Köln Süd) – Leverkusen Mitte Bf (Köln Nord) – Remscheid-Lennep Bf – Wuppertal-Oberbarmen Bf – Herne Bf – Münster (Westf) Hbf (Hafenstr.) – Hannover Hbf – Magdeburg Hbf – Berlin Wannsee – Berlin ZOB Nachtbus | FlixBus   | D        |

#### Stadtbusse
Die unten angegebenen Taktzeiten beziehen sich auf die Hauptverkehrszeiten von Montag bis Freitag. Eine Buslinie nach Herkingrade (659) wurde zum Dezember 2017 eingestellt.
| Linie | Verlauf | Takt | Betreiber                       | Bussteig                           |
| ----- | --- | --- | ------------------------------- | ---------------------------------- |
| 240   | Remscheid-Lennep Bf – RS-Lennep Bismarckplatz (nur in Fahrtrichtung Wermelskirchen) – RS-Lennep Kreishaus – Bergisch-Born Post – Wermelsk. Markt / Taubengasse (nur in Fahrtrichtung Lennep) – Wermelskirchen Busbf                                                                                  | 60 min | Stadtwerke Remscheid, RVK       | C                                  |
| 336   | Remscheid-Lennep Bf – RS-Lennep Bismarckplatz (nur in Fahrtrichtung Gummersbach) – RS-Lennep Kreishaus – Bergisch-Born Post – Hückeswagen Bahnhofstr. – Wipperfürth Busbf / Surgères-Platz – Ohl – Marienheide Busbf – Rodt – (Müllenbach (nicht immer) –) Kalsbach – Gummersbach Bf                 | 60 min | OVAG                            | C                                  |
| 654   | (SG-Burg Burger Bahnhof –) Remscheid Reinshagen Schleife – Remscheid Güldenwerth Bf – Remscheid Friedrich-Ebert-Platz – Remscheid Hbf / Willy-Brandt-Platz – RS-Lennep Kreishaus – Remscheid-Lennep Bf – RS-Lennep Bismarckplatz – RS-Lüttringhausen Rathaus – Lüttringh. Klausen / Karl-Arnold-Str. | 60 min Burg – RS Reinshagen Schleife 20 min RS Reinshagen Schleife – Lüttringh.                                                | Stadtwerke Remscheid            | A n. Lüttringhausen B n. Remscheid |
| 655   | Remscheid Stadtpark – Remscheid Friedrich-Ebert-Platz – Remscheid Hbf / Willy-Brandt-Platz – Remscheid Zentralpunkt – RS-Lennep Kreishaus – Remscheid-Lennep Bf – RS-Lennep Bismarckplatz – RS-Lennep Röntgenmuseum – RS-Lennep Badeparadies H2O – RS-Lennep Hackenberg / Dorfstr.                   | 20 min RS Stadtpark – Lennep Badep. H2O 60 min Badeparadies H2O – Hackenberg                                                   | Stadtwerke Remscheid            | A n. Badep. H2O B n. Remscheid     |
| 664   | Remscheid Friedrich-Ebert-Platz – Remscheid Hbf / Willy-Brandt-Platz – Remscheid Hohenhagen Gesamtschule – RS-Lennep Hasenberg Schule – RS-Lennep Bismarckplatz – Remscheid-Lennep Bf | 20 min | Stadtwerke Remscheid            | C                                  |
| 669   | (RS-Lennep Grenzwall Schleife –) RS-Lennep Kreishaus – Remscheid-Lennep Bf – RS-Lennep Bismarckplatz – RS-Lennep Badeparadies H2O ((– Dahlhausen Grenze (nicht immer)) – W-Beyenburg Mitte) | 1 ×/Stunde ohne Takt Grenzwall Schleife – Kreishaus 20 min Kreishaus – Badeparadies H2O 60 min Lennep Badep. H2O – W-Beyenburg | Stadtwerke Remscheid, WSW mobil | B n. Kreishaus C n. W-Beyenburg    |
| 671   | RS-Lennep Kreishaus – Remscheid-Lennep Bf – RS-Lennep Bismarckplatz – Krebsöge – Radevormwald Busbf | 60 min | Stadtwerke Remscheid, OVAG      | B n. Kreishaus C n. Radevormwald   |

#### Nachtexpresse
Freitags, samstags und in Nächten vor einem Feiertag wird ein stündlicher Nachtverkehr mit Bussen nach Remscheid bis etwa 3 Uhr morgens angeboten. Die Verbindung nach Gummersbach fährt Samstagnacht im 120-Minuten-Takt.
| Linie | Verlauf | Takt    | Betreiber            | Bussteig                         |
| ----- | --- | ------- | -------------------- | -------------------------------- |
| 336   | Remscheid-Lennep Bf – RS-Lennep Bismarckplatz (nur in Fahrtrichtung Gummersbach) – RS-Lennep Kreishaus – Bergisch-Born Post – Hückeswagen Bahnhofstr. – Wipperfürth Busbf / Surgères-Platz – Ohl – Marienheide Busbf – Rodt – (Müllenbach (nicht immer) –) Kalsbach – Gummersbach Bf | 120 min | OVAG                 | C                                |
| NE14  | Remscheid Friedrich-Ebert-Platz – Remscheid Hbf / Willy-Brandt-Platz – Remscheid Zentralpunkt – RS-Lennep Kreishaus – Remscheid-Lennep Bf – RS-Lennep Bismarckplatz – RS-Lennep Hasenberg Schule – RS-Lennep Badeparadies H2O – RS-Lüttringhausen Bf (Beyenburger Str.) – RS-Lüttringhausen Rathaus – Remscheid Clarenbach – Remscheid Hbf / Willy-Brandt-Platz – Remscheid Friedrich-Ebert-Platz nur in eine Fahrtrichtung                                                                 | 60 min  | Stadtwerke Remscheid | A                                |
| NE16  | Remscheid Friedrich-Ebert-Platz – Remscheid Hbf / Willy-Brandt-Platz – Remscheid Clarenbach – RS-Lüttringhausen Rathaus – Wuppertal-Ronsdorf Bf – W-Ronsdorf Am Stadtbahnhof – RS-Lüttringhausen Rathaus – RS-Lennep Bismarckplatz – Remscheid-Lennep Bf – RS-Lennep Kreishaus – Remscheid Hbf / Willy-Brandt-Platz – Remscheid Friedrich-Ebert-Platz nur in eine Fahrtrichtung | 60 min  | Stadtwerke Remscheid | B                                |
| NE19  | Remscheid Friedrich-Ebert-Platz – Remscheid Hbf / Willy-Brandt-Platz – Remscheid Hohenhagen Gesamtschule – RS-Lennep Hasenberg Schule – RS-Lennep Badeparadies H2O – RS-Lennep Röntgenmuseum – RS-Lennep Bismarckplatz – Remscheid-Lennep Bf – RS-Lennep Röntgenmuseum – Radevormwald Busbf – RS-Lennep Bismarckplatz – Remscheid-Lennep Bf – RS-Lennep Kreishaus – Remscheid Zentralpunkt – Remscheid Hbf / Willy-Brandt-Platz – Remscheid Friedrich-Ebert-Platz nur in eine Fahrtrichtung | 60 min  | Stadtwerke Remscheid | A n. Radevormwald B n. Remscheid |

#### Sonstige
Neben dem regulären Busangebot wird der Bahnhof Lennep zusätzlich durch einen Sonderbus, der die Freizeitanlage in Kräwinklerbrücke während der Sommerferien anfährt, sowie einer Linie des Anrufsammeltaxis nach Wermelskirchen bedient.
| Linie | Linienverlauf | Takt                                         | Betreiber            | Bussteig |
| ----- | --- | -------------------------------------------- | -------------------- | -------- |
| E     | Remscheid-Lennep Bf – RS-Lennep Bismarckplatz (nur in Fahrtrichtung Heidersteg) – RS-Lennep Kreishaus – Kräwinklerbrücke – Heidersteg                                                                                   | In den Sommerferien vier Fahrten je Richtung | Stadtwerke Remscheid | C        |
| AST   | Remscheid-Lennep Bf – RS-Lennep Bismarckplatz – RS-Lennep Kreishaus – Bedienungsgebiet Bergisch-Born (Lennep südlicher Teil, Bergisch-Born oder umliegende Höfe) – Wermelsk. Markt / Taubengasse – Wermelskirchen Busbf | 60 min                                       | Stadtwerke Remscheid | B        |